# Elymus
Elymus là một chi thực vật có hoa trong họ Hòa thảo (Poaceae).

## Loài
Chi Elymus gồm các loài: